# 松原徳洲会病院
松原徳洲会病院（まつばらとくしゅうかいびょういん）は、医療法人徳洲会が大阪府松原市に設置する病院。

## 概要
本病院は1973年1月に徳洲会創業者の徳田虎雄の個人病院「徳田病院」（60床）として開設されたもので、徳洲会グループの原点たる第1号病院でもある。
救急告示病院に指定されており、2018年救急搬送受け入れ実績は4,990件。公益財団法人日本医療機能評価機構認定病院(3rdG:Ver.3.0(2024年1月認定))。NPO法人卒後臨床研修評価機構(JCEP)認定証発行病院。
腎・透析センターに38床の透析用病床を備える。
2023年12月31日に同じ徳洲会グループの松原中央病院が閉鎖されたことにより、60床の病床が移譲され、病床数が189床→249床となった。

## 診療科
- 内科
- 外科
- 肛門外科
- 循環器内科
- 呼吸器内科
- 呼吸器外科
- 気管食道外科
- 形成外科
- 消化器内科
- 消化器外科
- 心臓血管外科
- 整形外科
- 脳神経内科
- 脳神経外科
- アレルギー科
- 小児科
- 皮膚科
- 心療内科
- 泌尿器科
- 精神科（入院中に他科から連携してあり）※外来無し
- 婦人科
- 眼科
- リハビリテーション科
- 放射線科
- 麻酔科
- 歯科
- 歯科口腔外科
- 耳鼻咽喉科
- 専門外来科

## 医療機関の認定
（この節の出典）
| 保険医療機関                             | 労災保険指定病院 |
| 母体保護法指定医の配置されている医療機関 | 生活保護法指定病院(中国残留邦人等の円滑な帰国の促進並びに永住帰国した中国残留邦人等及び特定配偶者の自立の支援に関する法律(平成6年法律第3号)に基づく指定医療機関を含む。) |
| 臨床研修病院                             | 指定自立支援病院（更生医療） |
| 原子爆弾被害者一般疾病医療取扱病院       | DPC対象病院 |
| 在宅療養支援病院                         | |

## 交通アクセス
- 近鉄南大阪線「河内天美駅」より徒歩2分[9]

## 周辺
- 松原市民天美図書館
- JＡ大阪中河内 天美支店
- 大阪信用金庫 天美支店